# Alexandre Marie d'Avigneau
Alexandre André Thomas Marie d'Avigneau dit aussi Marie-Davigneau est un haut fonctionnaire et homme politique français né le 18 janvier 1755 à Ratilly (Orléanais) et mort le 8 septembre 1818 à Château-Chinon.

## Biographie
Alexandre Marie d'Avigneau naît le 18 janvier 1755 à Auxerre de Thomas-André Marie d'Avigneau (1725-1765), chevalier, baron d'Avigneau, Grand Bailli d'épée et gouverneur de la Ville d'Auxerre, du Pays de l'Auxerrois, de la vallée d'Aillant & Urpoix, et Premier président et Lieutenant-Général au Baillage et Siège Présidial d'Auxerre, et de Jeanne Charpentier de La Barre (1738-1785). Chevalier, Alexandre Marie d'Avigneau était notamment seigneur du Bouchet, de Fouronnes et d'Asnus.
Il est nommé, à la suite de son père, Lieutenant-général du bailliage d'Auxerre (1777-1790). Conseiller du Roi en ses Conseils (1788), bailli d'Auxerre (1789-1790), il est nommé par la suite président de l'administration du département de l'Yonne. Il est élu député du département à l'Assemblée Législative le 1er septembre 1791 (le 2e sur 9, avec 267 voix sur 454 votants) et siège de 1791 à 1792 avec les Constitutionnels. Il s'oppose aux lois de proscription, aux mesures contre les prêtres réfractaires et les nobles émigrés, et réclame la tolérance en matière religieuse. Ses idées modérées le poussent à émigrer. On ignore l'époque à laquelle il rentre en France. La Restauration le nomme le 1er mai 1816 président du tribunal de première instance de Château-Chinon. Il meurt deux ans plus tard en 1818.